# Peter Martins - en danser
|  | Denne artikel er oprettet af botten PalnaBot ud fra en ekstern database. Den kan derfor have sproglige fejl eller mangler. Denne skabelon kan fjernes efter kontrol af indholdet. |

Peter Martins - en danser er en portrætfilm fra 1979 instrueret af Jørgen Leth efter manuskript af Ole John.

## Handling
Filmen viser Peter Martins og hans arbejde på New York City Ballet - i skolerne, på prøver og forestillinger, som danser, som koreograf og lærer. Den daglige rutine i prøvesalene, de store præstationer på scenen og de intense experimenter for at opnå den sublime udtryksform. I en serie korte interviews fortæller Peter Martins om moral, de evige forsøg på at overgå sig selv, om hvorfor han kom til New York og om mødet med Balanchine. Andre medvirkende er George Balanchine, Jerome Robbins, Stanley Williams og danserne Suzanne Farrell, Heather Watts og Daniel Duell. Der vises passager fra balletterne "Chaconne", "Agon", "Tchaikowsky Pas de Deux" og fra Peter Martins egen ballet "Calcium Light Night".